# The Pancakes
The Pancakes（ザ・パンケーキス）は、香港のソロバンドである。メンバーはdejay choi(ディジェイ・チョイ)。香港大学卒業。音楽レーベル・rewind recordsを自主運営している。シンプルなメロディーながら、キャッチ―で親しみやすい音楽性が特徴。音楽性とdejayの歌声から、"子供っぽい","可愛らしい"と評されることが多いが、人生の苦しみ、悲しみを綴った楽曲も多い。代表曲は『a』、『咁咁咁』、『腦殘遊記』などである。

## 経歴

### 1990年代中盤～1stアルバムリリースまで
dejayの音楽的キャリアは90年代中盤から始まった。ギターを習得してから初めて組んだ3人組バンド・the postcardでは、ボーカルと少しだけギターを担当。それから1999年までの間にginger biscuits(サポートメンバーはいたが、実質dejayのソロ)、tricycle ridersといったバンドを結成、それぞれ活動期間は1年程度だった。これらのバンドで、先述のパートのほか、キーボード、ドラム・プログラミングを担当していた。
dejayは当初、20歳で自分のCDを出すことを目標にしていたが、一度挫折している。だが、ライブイベントcollected monsters IIに招かれたことがきっかけで、会場で売るためのCDを自主制作することを決意。そうして22歳の2000年1月8日、ライブ当日にリリースされたのが、1stアルバム『les bonbons sont bons』である。このアルバムには、dejayがこれまで何気なく自宅で録音してきた10曲が収録された。当初は「200枚売れたら次のアルバムが作れる」という希望のもと1000枚が制作されたが、最終的に何度も再プレスを繰り返したヒット作となった。なお、2001年の7月にはアートワークを変えて2nd edition(収録曲は初盤と同様)として再発売している。いくつかの例外を除き、全てのthe pancakesの作品はdejayによる自主レーベル・rewind recordsよりリリースされている。

### その後の活躍
その後さらに有名になってもなお、音源制作，ライブ運営等は基本的に自力で行っているが、インディーズ/メジャーの垣根を越えた活動を展開している。2000年7月より放映された九龍バスのTVCMには楽曲「a」が使用され、同CMは同年の4As Creative Awardsにて金賞、およびBest Use of Musicを受賞した。そのほかHSBC、中華電力、ネスレ等の大手企業を含む多くのTVCMで音楽を担当している。2001年にはスペインの老舗インディーズレーベルElefant Recordsより7インチレコードシングル『captain curtain』と、アルバム『flying in the blue sky on a frying pan』をリリース。同レーベルから作品をリリースした初の香港出身アーティストとなった。同年には日本の音楽雑誌・米国音楽の付録CDに『patronage』が収録されるなど、2001年は海外リリースが活発な年となった。
また、2001年には香港の人気アニメ作品、マクダルの劇場版映画に声優及び劇中歌『all things bright and beautiful』の歌唱で参加。2004年公開の劇場版映画『麥兜菠蘿油王子 McDull, Prince de la Bun』(日本版タイトル：『マクダル パイナップルパン王子』)に提供した楽曲『咁咁咁』は同年の香港電影金像奨 最優秀主題歌賞を受賞した。その後もテレビシリーズを含む同作品で音楽、声優を担当している。

### 活動停滞～活動再開
2010年よりThe PancakesのFacebookが開設、本人による投稿がコンスタントにされていたが、2016年の9月2日付の投稿を最後に突如更新がストップする。それ以降ファンからの活動再開を望む声、心配する声が多数寄せられていた。ところが2020年の春頃から初夏にかけ、the pancakesの各種ディスコグラフィーがiTunes,Spotifyをはじめとする各種プラットフォームにて購入およびストリーミングが可能になる。それでも依然として本人の動向は不明なままであった。
そんな中、同年9月19日、自身のFacebookとInstagramを更新。長らく自信喪失などによる精神の不調から音楽活動ができずにいたが、これをもって活動を再開。近々新曲をリリースすることを発表し、Facebookでは1万件を超えるいいねを獲得するなど、大きな反響を生んだ。また、2019年より日本に移住したことも明らかにしている。

## 音楽作品

### アルバム
- 2000年1月：les bonbons sont bons (2001年7月には再発盤をリリース)
- 2000年8月：pancakes can panick
- 2002年5月：all already ready
- 2003年2月：stereo radio / left
- 2003年8月：stereo radio / right
- 2005年9月：everyone has a secret
- 2007年10月：1,2,3,4,5,6, cheese!
- 2010年6月：sometimes i just can't remember all the things we did together（これまでの楽曲から厳選された14曲に2曲の新曲と2曲のライブ音源を追加したベストアルバム）
- 2011年7月：腦殘遊記 これまでdejayは本名を明らかにしてこなかったが、本作のジャケットアートワーク[11]にて本名(蔡明麗)が明らかにされた。また、この作品が彼女にとって初となる、全編広東語詞のアルバムである。

- 2013年12月：sometimes when we cry

### シングル
- 2000年1月：demo demo no.1 (100枚限定CD-Rシングル。完売)
  - 2020年10月2日：as brave as that stupid girl（YouTube） 活動再開後初の新曲。配信限定でリリースされた。編曲はDejayの昔からの友人で香港の人気インディーズバンドMy Little Airportのメンバー・林阿Pが担当。

### DVD
- 2004年9月：尋找真愛（dejayによる自主制作ショートムービー、1000枚限定。完売。)
- 2008年10月：sometimes i can, sometimes not（ライブ映像作品)

### 参加アルバム
- 2001年7月：ok karaoke（alokとのコラボ。完売）
- 2004年3月：freeplay（チェット・ラム、ケチャップとのコラボ）
- 2009年：one cake one live（チェット・ラムとのコラボライブCDおよびDVD)

### Elefant Recordsからのリリース作品
- 2001年3月：captain curtain (7インチレコードシングル)
- 2001年11月：flying in the blue sky on a frying pan (アルバム)

## CMソングなど[12]
香港
- 2000年7月：a（九龍バス）
- 2000年12月：patronage（HSBC香港クレジットカード、アルバム『pancakes can panick』より）
- 2001年4月：door door（サン・ミゲル、アルバム『all already ready』より)

wala wala（サン・ミゲル、アルバム『les bonbons sont bons』より）
bonbon2 （サン・ミゲル)
　　　　　　　   ami ami（サン・ミゲル、アルバム『all already ready』より)
　　　　　　　heavy metal（サン・ミゲル)
　　　　　　　　untitled（サン・ミゲル)
　　　　　　　　your sister（サン・ミゲル)
　　　　　　　　bonbon bonbon (with lyrics)（サン・ミゲル、オリジナルバージョンは『pancakes can panick』に収録)
　　　　　　　　bingo bingo（サン・ミゲル、アルバム『all already ready』より)
　　　　　　　　rock guitar（サン・ミゲル、アルバム『all already ready』より)
　　　　　　　　ich bin ein fisch（サン・ミゲル)
　　　　　　　　ich bin ein fisch instrumental（サン・ミゲル)
- 2001年7月：the pancakes and the music（中華電力）本人も出演している。
- 2001年9月：one untitled song and unreleased song（サン・ミゲル)
- 2002年8月：クーのうた(楽曲アレンジと歌唱のみ)（Qoo飲料）
- 2006年7月：阿媽教落(楽曲アレンジのみ)（康樂及文化事務署）
- 2009年8月：返學"無"有怕(楽曲アレンジと歌唱のみ) (Centre for Health Protection 衛生防護中心)
- 2010年2月：Miss Chan Chan(マクダルのキャラクター)の声優として出演 (Hong Kong Wetland Park 香港濕地公園)
- 2011年8月：點點點（紫花油）
- 2012年4月：my super car (stupid star lyrics re-written)（Red Bull)
- 2012年7月：笨nana（ネスレ 笨NANA)
- 2013年4月：笨nana (2013)（ネスレ 笨NANA)
- 2013年9月：點點點 (2013)（紫花油）
- 2014年4月：笨nana (2014)（ネスレ 笨NANA)

ヨーロッパ
- 2007年：tell me the truth before one of us dies（起亜自動車、アルバム『Stereo Radio / Right』から）